# تپه قور بچو پیر محمد شاه
تپه قور بچو پیر محمد شاه مربوط به دوره اشکانیان است و در شهرستان سلسله (الشتر)، بخش فیروزآباد، دهستان فیرزوآباد، ۱۰۰ متری جنوب روستای پیرمحمد شاه واقع شده و این اثر در تاریخ ۳۰ بهمن ۱۳۸۶ با شمارهٔ ثبت ۲۱۲۳۷ به‌عنوان یکی از آثار ملی ایران به ثبت رسیده است.